# 黄万里
黄 万里（こう ばんり、1911年8月20日－2001年8月27日）は、中国の水文学・河川工学者。清華大学水利系教授。

## 来歴・人物
- 1911年8月20日、上海市で生まれた[1]。
- 1924年、無錫実業学校入学。
- 1927年、唐山交通大学（現・西南交通大学）に入学、1932年卒業[1]。
- 1933年、杭江鉄道エンジニア見習い。
- 1935年、米国コーネル大学修士課程修了。1937年、イリノイ大学アーバナ・シャンペーン校工学博士課程修了。
- 1945年、中華民国水利部の視察エンジニア。
- 1947年-1949年4月、甘粛省水利局局長・総エンジニア、黄河水利委員会委員を歴任。
- 1949年9月、瀋陽市の東北水利総局で顧問を務めた。
- 1950年6月、唐山交通大学講師就任[1]。
- 1953年1月、清華大学講師就任[1]。
- 文化大革命において紅衛兵の打倒対象とされ、迫害を受けた。1969年、江西鄱陽湖付近へ下放された。
- 1980年2月26日、清華大学の共産党委員会による名誉回復[2]
- 1998年、清華大学教授就任。
- 2001年8月27日、90歳で北京市の清華園にて死去。

## 主張
黄河治水のため三門峡ダムを建設にする計画反対し、1957年に毛沢東から『人民日報』で名指し批判されるところとなり、22年間強制労働に従事させられた。
また三峡ダムの建設にも反対して「10年持たないだろう。」と警告し、三峡ダムがもたらす、以下の1２種類の壊滅的な結果を予測した。この内、11までは現実となった。
1. より低い長江の主な堤防の崩壊。
2. 航海の妨害。
3. 住民の移住問題。
4. 土壌汚染問題。
5. 水質悪化。
6. 発電不足。
7. 気象異常。
8. 地震の頻発。（※三峡ダムは断層の上に建設されている）
9. 住血吸虫症の蔓延。
10. 生態系の悪化。
11. 上流の深刻な洪水。
12. 最終的には三峡ダムを爆破せざるをえない日が来る。

## 著書
- 『洪流估算』
- 『工程水文学』

## 家族
- 父：黄炎培
- 母：王糾思
- 妻：丁玉雋
- 舅：丁惟汾
- 女：黄且円